# Николаев, Николай Владленович
Никола́й Владле́нович Никола́ев (9 июля 1954, Москва) — российский тележурналист, репортёр, телеведущий и телепродюсер, также рок-музыкант. Наибольшую известность получил как автор и ведущий программы «Независимое расследование», выходившей с конца 1990-х до начала 2010-х годов (с перерывами) на нескольких российских телеканалах (НТВ, «Первый канал», ТВС, RTVi и РЕН ТВ). Номинант премии ТЭФИ-2000 в номинации «Журналистское расследование».
Является одним из основателей жанра расследовательской тележурналистики. 

## Биография
Николай Николаев родился в Москве. В 1977 году окончил Московский институт управления им. Серго Орджоникидзе.
По окончании института Николаев работал по распределению в различных НИИ, одновременно увлекался рок-музыкой. С созданной им рок-группой «Золотая середина» сначала выступает на подпольных концертах, а в годы перестройки работал на профессиональной сцене.

### Телевидение
На телевидение Николай Николаев приходит в 1984 году. Работал на московском телеканале МТК корреспондентом программы Анели Меркуловой «Московские среды», готовил рубрику «Слухи». Тележурналистикой стал заниматься, работая в видеоприложениях к журналу «Огонёк» и газете «Совершенно секретно».
Сотрудничал в качестве стрингера с московскими бюро телекомпаний TF1, RTL, ZDF. За время работы на телевидении освоил практически все телевизионные профессии: работал режиссёром-постановщиком, режиссёром монтажа, оператором, корреспондентом, ведущим, продюсером, руководителем. В качестве телеоператора работал в московском бюро телекомпании WTN.
В 1992 году недолгое время работал в рекламном агентстве «Видео Интернешнл», снимал рекламные ролики и музыкальные клипы. По инициативе Юрия Заполя в 1993 году стал корреспондентом и оператором в программе «ЭКС. Экран криминальных сообщений» на Российском телевидении.
Осенью 1993 года Николаев приходит в только что образованную телекомпанию НТВ. С октября 1993 по апрель 2001 года работал в должности обозревателя в информационной программе «Сегодня» и информационно-аналитической программе Евгения Киселёва «Итоги». За годы работы на канале НТВ подготовил к эфиру около 1500 репортажей. Специализировался на криминальной тематике. Первый репортаж для НТВ был отснят в дни октябрьских событий 1993 года в Москве. Николай Николаев был единственным тележурналистом, кому удалось снять, как тела людей, погибших во время штурма, увозили из морга в закрытых машинах в неизвестном направлении. Чуть позже Николаеву удалось записать в камере смертников Новочеркасской тюрьмы телеинтервью с Андреем Чикатило. Работал в прямом эфире после взрыва в зале с игровыми автоматами на Манежной площади 31 августа 1999 года.
Одновременно, с 1996 года Николаев руководил правовыми программами «Криминал» и «Чистосердечное признание» на том же телеканале.
С октября 1999 года являлся автором и ведущим своей собственной передачи «Независимое расследование».
В марте 2000 года в одной из передач Архивная копия от 31 августа 2019 на Wayback Machine «Независимое расследование» Николаев провёл дискуссию между жильцами дома в Рязани, в котором было обнаружено взрывное устройство и мешки с гексогеном (позднее было официально объявлено, что взрывное устройство было муляжом, а в мешках был сахар) и сотрудниками ФСБ. Жильцы дома обвиняли силовиков во лжи, а те довольно неубедительно пытались гнуть свою линию об учениях. После этого за Николаевым была организована слежка, и ему на время пришлось уехать за границу (в Испанию). В ноябре 2020 года, принимая участие в выпуске программы своего бывшего коллеги по НТВ Алексея Пивоварова «Редакция» и отвечая на вопрос ведущего о причастности к тем терактам спецслужб, Николаев заявил об этом «скорее да, чем нет», опираясь на опыт всех последующих событий, произошедших во времена правления Путина.
Принимал участие во встрече журналистов НТВ с президентом Путиным 29 января 2001 года.
После разгрома НТВ 14 апреля 2001 года уходит из телекомпании вместе со всем основным составом сотрудников, перейдя с ними на канал ТНТ, но на ТВ-6, в отличие от большинства коллег, не пошёл, потому что, как позднее утверждал сам журналист, не верил в то, что его авторская программа будет восстановлена на «шестой кнопке» и что она вообще впишется в концепцию канала.
С мая 2001 года вместе с программой «Независимое расследование» переходит на работу в дирекцию общественно-политического вещания ОРТ. Так программа переходит на первую кнопку, а Николаев стал позиционироваться каналом как одно из его лиц. В марте 2003 года, в знак протеста против попытки руководства канала цензурировать программу, Николаев уходит с «Первого канала» и переходит со своей программой на телеканал ТВС.
Параллельно, с осени 2002 по февраль 2004 года, Николаев занимал пост генерального продюсера спортивного телеканала 7ТВ. Пришёл на канал по приглашению тогдашнего генерального директора 7ТВ Олега Аксёнова. В феврале 2004 года ушёл с телеканала по собственному желанию.
После закрытия ТВС в июне 2003 года, Николаев работал с программами в жанре журналистского расследования на телеканале RTVi. С мая 2004 по декабрь 2007 года он выпускал на этом канале программу «Новое расследование с Николаем Николаевым». Занимался съёмками цикла документальных фильмов, посвящённых уникальным объектам московской архитектуры. В 2011 году программа «Независимое расследование» была возобновлена на телеканале «РЕН ТВ», но, после выхода в свет нескольких выпусков, она была закрыта.
С ноября 2009 по ноябрь 2014 года работал обозревателем, а также парламентским корреспондентом в программе «Новости 24» на «РЕН ТВ». Последний репортаж Николаева на данном канале вышел 17 ноября 2014 года. Далее проводил мастер-классы для студентов, изучающих профессию журналиста.
В настоящее время периодически принимает участие в документальных телевизионных программах на тему истории российского криминала 1990-х годов в качестве эксперта. В апреле 2021 года вместе с частью других бывших коллег по НТВ снялся ещё в одном выпуске программы «Редакция», который был посвящён 20-летию со дня захвата НТВ, в качестве одного из свидетелей и участников тех событий.

## Личная жизнь
Увлечения: Рок-музыка, активный отдых.
Женат, имеет пятерых детей от разных браков.